# Paratemnoides guianensis
Espèce
Synonymes
- Paratemnus guianensis Caporiacco, 1947

Paratemnoides guianensis est une espèce de pseudoscorpions de la famille des Atemnidae.

## Distribution
Cette espèce est endémique du Guyana. Elle se rencontre vers Linden.

## Étymologie
Son nom d'espèce, composé de guian[a] et du suffixe latin -ensis, « qui vit dans, qui habite », lui a été donné en référence au lieu de sa découverte, le Guyana.

## Publication originale
- Caporiacco, 1947 : Diagnosi preliminari di specie nuove di Aracnidi della Guiana Britannica raccolte dai professori Beccari e Romiti. Monitore Zoologico Italiano, vol. 56, p. 20-34.